# Ісаак Троцький
Ісаак Троцький (Іцхак бен Авраам Троки; 1533, Троки — 1588/1594, Троки) — караїмський теолог-полеміст, письменник.
Ісаак Троцький насамперед відомий як автор полемічного твору «Хіззук Емуна» (дав-євр. חיזוק אמונה — «Зміцнення віри»), який викликав значний інтерес у французьких енциклопедистів, в тому числі Вольтера. На думку Авраама Кефелі, ця книга була використана французькими мислителями-демократами і багато в чому підготувала ґрунт для французької революції.

## Життєпис
Про життя Ісаака Троцького відомо небагато. Іцхак бен Авраам народився в 1533 році в місті Троки в Литві в заможній караїмській родині. Традиційну теологічну освіту в області староєврейської мови і літератури він отримав у караїма Цефанія бен Мордехая (Zephaniah ben Mordecai).
Крім цих дисциплін, він опанував і світські науки, в тому числі польську мову та латину. Це дозволило йому чудово вивчити також християнську догматику і брати, таким чином, участь в релігійних дискусіях не тільки з вищими чинами римсько-католицької, протестантської і грецької православної церков, але також і соцініанської і інших протестантських релігійних громад.
Він згадує про своїх численних теологічних дискусіях зі священиками, землевласниками, відомими чиновниками і відомими вченими, і взагалі з кожним, хто висловлював бажання посперечатися: "Оскільки мені в моїй юності випала нагода прочитати і зрозуміти багато творів [інших] народів на їх власних мовах, зблизитися з князями і видними людьми при їх дворах і в палацах, я міг познайомитися з помилками в складених ними текстах, почути, як вони стверджують невірні погляди, поділяють дивовижні думки і надумані гіпотези, і взагалі ведуть багато нерозумні мови. "
«Плодом» цих контактів, і одночасно начитаності Ісаака Троки в християнській богословській та анти-єврейської літератури, стало створення полемічного трактату «Хіззук Емуна» (дав-євр. חיזוק אמונה — «Зміцнення віри»), який свідчить про уважне знайомство Ісаака Троцького з текстами, публікувалися лідерами польської Реформації.